# Sidi Kada
Sidi Kada là một đô thị thuộc tỉnh Mascara, Algérie. Dân số thời điểm năm 2002 là 17.843 người.